# Dravlaus
Dravlaus är en kyrkby i Volda kommun i Møre og Romsdal fylke i västra Norge. Byn ligger vid fylkesväg 5890, på den västra sidan av Dalsfjorden. Här finns Dalsfjords kyrka.
Orten har tidigare utgjort centralort i dåvarande Dalsfjords kommun.